# Dorothée Letessier
Dorothée Letessier (21 novembre 1953 à Lagny-sur-Marne - 11 août 2011 à Rennes) est une romancière et scénariste française.

## Biographie
À seize ans, Dorothée Letessier gagne un concours Europe 1 de littérature. Le prix est un voyage en Europe, en visitant chaque capitale. Vingt-cinq ans après, elle écrira son sixième livre, L'Autocar, roadbook à travers la France dans lequel l'héroïne passe le permis autocar, puis part chercher les amis avec qui, jeune fille, elle avait fait un voyage en car en Europe. Le livre ne rencontrera pas le succès.

### Le Voyage à Paimpol
En 1980, son roman Voyage à Paimpol, paru  aux éditions du Seuil, est un best-seller. Traduit en de nombreuses langues, dont l'hébreu et le russe, le livre a été lu dans des pays bien loin des Côtes-du-Nord, département breton où l'auteure fait vivre Maryvonne, ouvrière spécialisée, mariée et mère d'un enfant. Une femme comme tant d'autres qui, un jour, abandonne le foyer conjugal. Elle veut prendre l'air, elle prend un autocar jusqu'à Paimpol, à quelques kilomètres de chez elle. 
À l'époque, Dorothée Letessier est ouvrière spécialisée chez Chaffoteau et Maury à Saint-Brieuc, où elle vit avec son fils et son mari, syndicaliste révolutionnaire. Même si on réduit souvent son roman à l'autobiographie d'une ouvrière jeune et jolie qui écrit sur sa réalité sociale, le livre est d'abord une fiction.
Le succès lui apporte la confiance des éditeurs et la bienveillance des journalistes. Le « truc » de la petite ouvrière spécialisée bretonne qui sort un bouquin fait vendre. Invitation à Apostrophes, émissions de radio et articles élogieux dans la presse suivront.
John Berry adapte le livre à l'écran en 1985 avec Myriam Boyer et Michel Boujenah dans les rôles principaux.

### Carrière d'écrivaine
Dorothée Letessier écrit le scénario du téléfilm Un manteau de chinchilla, avec François Cluzet, et sort Loïca son deuxième roman.
Elle a un deuxième fils, vit à Rennes puis à Paris où elle publie Jean-Baptiste ou l'Éducation vagabonde, un roman destiné à la jeunesse, sorti chez Folio (Gallimard) avec un certain succès. Suivront La Reine des abeilles, qui parle d'adultère à la première personne — l'auteure divorcera peu après —, et La Belle Atlantique, où elle raconte la rencontre de son père boxeur et de sa mère Miss à Soulac-sur-Mer, en Gironde, après la guerre.
Elle est également une pionnière dans le domaine des ateliers d'écriture. Elle en organise de nombreux, souvent dans des conditions difficiles, avec des collégiens, des lycéens, des prisonniers, des femmes seules, des toxicomanes.

### Fin de vie
Elle vend de moins en moins de livres et souffre de dépression. Elle remonte la pente en 2009 et déménage à Rennes avant d'apprendre qu'elle est atteinte d'un cancer.
Son dernier roman Symptômes, polar surprenant inspiré de ses expériences en milieu psychiatrique, sort en 2009 dans la plus grande discrétion malgré des qualités évidentes.
Elle meurt des suites d'une tumeur au cerveau le 11 août 2011 après deux ans de combat contre la maladie.

## Publications
- 1980 : Le Voyage à Paimpol, Le Seuil  (ISBN 978-2020261982)
- 1983 : Loïca, Le Seuil  (ISBN 978-2020067690)
- 1986 : La Belle Atlantique, Le Seuil  (ISBN 978-2020093163)
- 1988 : Jean-Baptiste ou l'Éducation vagabonde, Gallimard, coll. « Folio junior »  (ISBN 978-2070334995)
- 1989 : La Reine des abeilles, Le Seuil  (ISBN 978-2020104715)
- 1993 : L'Autocar, Flammarion  (ISBN 978-2080669018)
- 2009 : Symptômes, éditions Lucien Souny  (ISBN 978-2848862521)

## Filmographie
- 1983 : Un manteau de chinchilla, téléfilm de Claude Othnin-Girard — scénariste